# Hermann Ambronn
Hermann Ernst Ludwig Viktor Ambronn ( 11 de agosto de 1856, Meiningen-† 28 de marzo de 1927, Jena ) fue un botánico, algólogo, curador y físico alemán.
Era hijo del comerciante Hermann Ambronn; y de 1866 a 1877 asiste al Gymnasium Bernhardinum de Meiningen, y posteriormente estudia en Heidelberg, Viena y Berlín. En la Universidad Humboldt de Berlín se doctora en 1880 defendiendo la tesis Über einige Fälle von Bilateraltät bei den Florideen (Unos pocos casos de Bilaterismo en Florideae). Para 1881 es Asistente del Instituto Botánico de Berlín y en 1887 curador.
Desde 1889 Ambronn fue profesor en la Universidad de Leipzig y en 1899 Profesor asociado en el Instituto de la Ciencia de la Microscopía en la Universidad de Jena. Desde 1903 fue también Jefe del creado Instituto de Microscopía de la "Fundación Carl Zeiss", donde se desarrolló mucha ciencia sobre coloides. Hermann Ambronn era hermano del astrónomo Leopold Ambronn.

## Algunas publicaciones
- Über die Entwickelungsgeschichte und die mechanischen Eigenschaften des Collenchyms. Ein Beitrag zur Kenntnis des mechanischen Gewebesystems (Acerca de la teoría de la evolución y las propiedades mecánicas de colénquima. Una contribución al conocimiento del sistema de tejido mecánico). Berlín 1881
- Über Poren in den Außenwänden von Epidermiszellen (Poros en las paredes externas de las células epidérmicas). Leipzig : Rossberg, 1882 (Leipzig, Univ., Habil.-Schr., 1882)
- Zur Mechanik des Windens ( mecánica de las trepadoras). Leipzig 1884
- Anleitung zur Benutzung des Polarisationsmikroskops bei histologischen Untersuchungen (Instrucciones para usar el microscopio de luz polarizada en los exámenes histológicos). Leipzig: J.J. Robolsky, 1892
- Hermann Ambronn; Henry Siedentopf. Zur Theorie der mikroskopischen Bilderzeugung nach Abbe (Teoría de la formación de imágenes microscópicas). Leipzig: S. Hirzel, 1913
- Hermann Ambronn; A Köhler. Methoden zur Prüfung der Objektivsysteme (métodos de examen de los sistemas de lentes). Apertometer und Testplatte nach Abbe. Leipzig: S. Hirzel, 1914
- Hermann Ambronn; Albert Frey-Wyssling. Das Polarisationsmikroskop : seine Anwendung in der Kolloidforschung und in der Färberei (microscopio de polarización: su uso en la investigación y coloides en la tintura). Leipzig: Akademische Verlagsgesellschaft, 1926

- La abreviatura «Ambronn» se emplea para indicar a Hermann Ambronn como autoridad en la descripción y clasificación científica de los vegetales.[1]